# Rully, Saône-et-Loire
Rully är en kommun i departementet Saône-et-Loire i regionen Bourgogne-Franche-Comté i östra Frankrike. Kommunen ligger i kantonen Chagny som tillhör arrondissementet Chalon-sur-Saône. År 2022 hade Rully 1 581 invånare.

## Befolkningsutveckling
Antalet invånare i kommunen Rully
| Referens: INSEE |